# (400199) 2006 YO54
(400199) 2006 YO54 es un asteroide perteneciente al cinturón de asteroides, descubierto el 24 de diciembre de 2006 por el equipo del Spacewatch desde el Observatorio Nacional de Kitt Peak, Arizona, Estados Unidos.

## Designación y nombre
Designado provisionalmente como 2006 YO54.

## Características orbitales
2006 YO54 está situado a una distancia media del Sol de 3,136 ua, pudiendo alejarse hasta 3,426 ua y acercarse hasta 2,846 ua. Su excentricidad es 0,092 y la inclinación orbital 12,34 grados. Emplea 2029,14 días en completar una órbita alrededor del Sol.

## Características físicas
La magnitud absoluta de 2006 YO54 es 16.